# Alismabladroller
De alismabladroller (Gynnidomorpha alismana) is een vlinder uit de familie bladrollers (Tortricidae). De wetenschappelijke naam is voor het eerst geldig gepubliceerd in 1883 door Ragonot.
De soort komt voor in Europa.